# Белл, Гриффин
Гриффин Бойетт Белл (англ. Griffin Boyette Bell; 31 октября 1918, Америкус, Джорджия, США — 5 января 2009, Атланта, Джорджия, США) — американский государственный деятель, министр юстиции (Генеральный прокурор США) (1977—1979).

## Биография
Окончил юридический факультет Университета Мерсера.
Во время Второй Мировой войны служил в интендантской службе.
В 1948—1953 годах занимался адвокатской практикой в городах Саванна и Рим штата Джорджия,
в 1953—1961 годах — в Атланте в юридической фирме King & Spalding.
В 1961 году возглавлял предвыборную кампанию Джона Кеннеди в штате Джорджия в 1961 году, после чего 15 лет, до 1976 года был судьей апелляционного суда пятого федерального округа.
В 1977—1979 годах — Генеральный прокурор США в администрации Президента Картера. Первоначально подвергался критике как личный друг главы государства, однако сумел перебороть общественные настроения за счет своего профессионализма и беспристрастности. Ежедневно обнародовал свои внешние контакты, включая встречи и звонки из Белого дома, Конгресса, чем способствовал восстановлению доверия Министерству юстиции. Проводил политику усиления равноправия женщин и представителей различных меньшинств.
В 1979 году, после ухода в отставку, был назначен президентом Картером специальным посланником по вопросам Хельсинкских соглашений.
В 1985—1987 годах входил с состав консультативного совета при Государственном секретаре США по Южной Африке. В 1989 году был назначен Президентом Джорджем Бушем-старшим заместителем председателя Федеральной комиссии по этике и правовой реформе. Был советником главы государства при расследовании дела о скандале «Иран-контрас».
В 2004 году назначен на должность председателя суда по рассмотрению дел военнослужащих (United States Court of Military Commission Review). В 2007 году был заменен на этом посту, после того как два дела были обжалованы по причине плохого состояния здоровья судьи.